# Blindtarm
Blindtarmen (Lægelatin.: caecum) er en del af tarmen hos mennesket og andre pattedyr. Blindtarmen har et lille ormeformet vedhæng, som er mellem 4-8 cm langt. I daglig tale er det dét, der henvises til, med ordet for blindtarmsbetændelse (appendicitis), og det er også det, som på latin hedder appendix vermiformis. Caecum er betegnelsen for den første del af tyktarmen, som modtager den fordøjede mad fra tyndtarmen igennem ileo-caecal-klappen.
Man er uenig om funktionen af blindtarmsvedhænget (det man ofte fejlagtigt blot kalder blindtarmen): Nogle mener, det er vigtigt for immunsystemet, mens andre holder på, at det er blevet tilovers under udviklingen af mennesket.
"Amerikanske forskere har opdaget, at blindtarmen fungerer som et 'safe house' for bakterier, der har afgørende betydning for en sund fordøjelse. I praksis genstarter de fordøjelsessystemet og renser maven efter at værten har overlevet sygdomme såsom dysenteri og kolera, som forårsager infektioner i tarmmiljøet".